# جهة الشاوية ورديغة

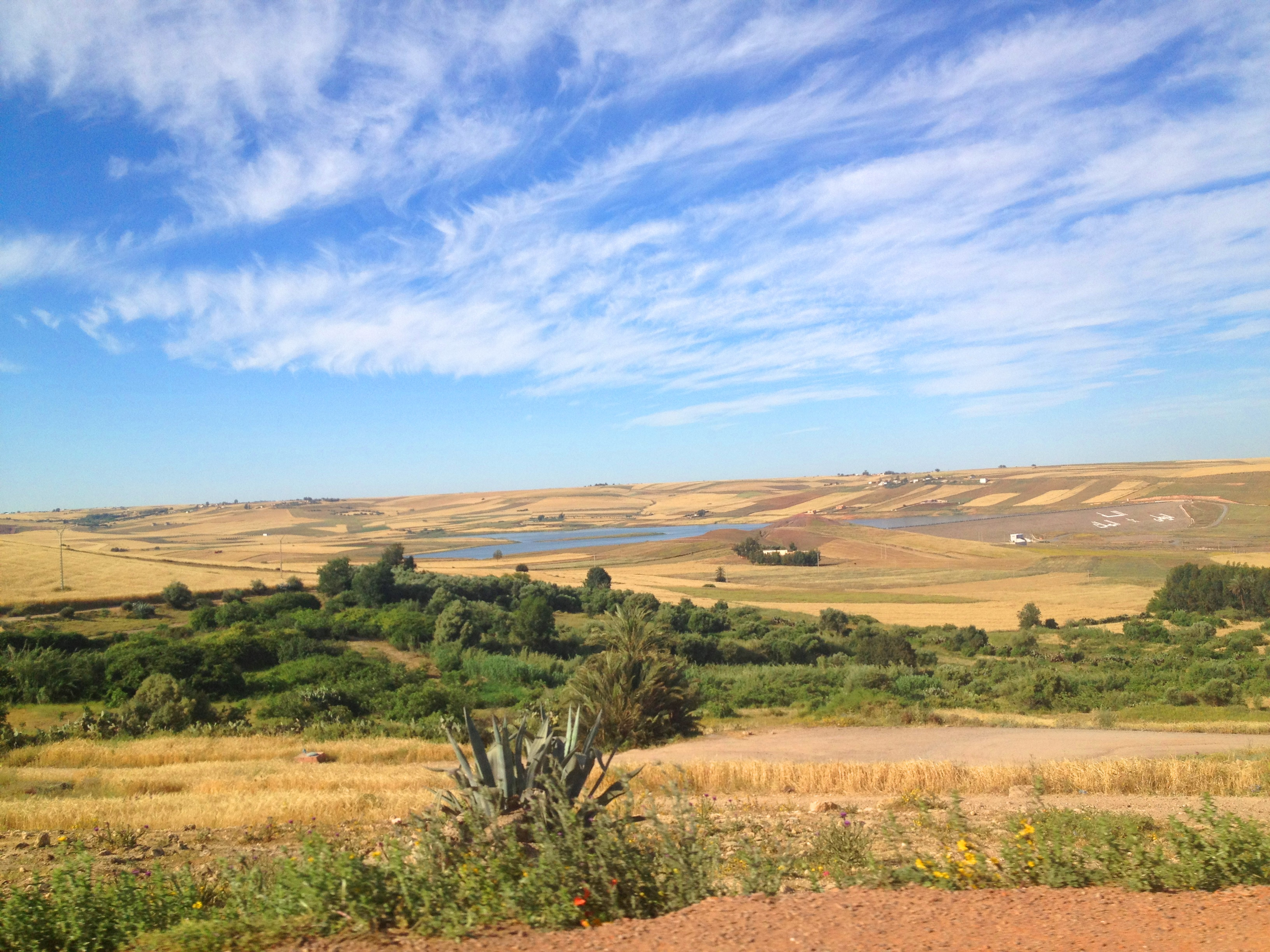
منظر لمنطقة الشاوية العليا.

الشاوية ورديغة هي جهة إدارية بالمغرب، تحد غربا بجهة الدار البيضاء الكبرى، الشمال والشمال الشرقي بجهة الرباط - سلا - زمور - زعير، وشرقا بجهة مكناس - تافيلالت، وجنوبا بجهة مراكش - تانسيفت - الحوز، ومن الجنوب الشرقي بجهة تادلة - أزيلال، والجنوب الغربي بجهة دكالة - عبدة. وتمتد جهة الشاوية - ورديغة على مساحة تقدر ب 16.760 كلم كم2 أي بنسبة 2,4% من مجموع مساحة تراب الوطن سطات ووادي زم.

## التقسيم الجهوي
تضم الجهة من حيث التقسيم الإداري الأقاليم التالية :
- سطات بمساحة 7.220 كلم2.
- إقليم برشيد بمساحة 2.530 كلم2.
- خريبكة بمساحة 4.250 كلم2.
- بن سليمان بمساحة 2.760 كلم2،

كما تشمل 15 جماعة حضرية و 62 جماعة قروية .
بلغ عدد سكان هذه الجهة 1,646,051 نسمة في الإحصاء المغربي الرسمي لعام 2004 بحيث شكل سكانها نسبة 5,54% من إجمالي سكان المغرب.

## المصدر ووصلات خارجية
- خبار بلادي.. المغرب.. الشاوية ورديغة

1. ↑  GeoNames (بالإنجليزية), 2005, QID:Q830106
2. ↑  Codes for the representation of names of countries and their subdivisions—Part 2: Country subdivision code (بالإنجليزية), 1998, QID:Q133153

| أقاليم محافظة الشاوية ورديغة                                          | التقسيم الإداري لمحافظة الشاوية ورديغة | علم المغرب |
| إقليم سطات \| إقليم خريبكة \| إقليم بن سليمان \| إقليم برشيد منذ 2009 |                                        |            |